# Adriano in Siria (Pergolesi)
Adriano in Siria ist eine Opera seria in drei Akten von Giovanni Battista Pergolesi. Das Libretto ist eine anonyme Bearbeitung von Pietro Metastasios Adriano in Siria. Die Uraufführung fand am 25. Oktober 1734 im Teatro San Bartolomeo in Neapel statt.

## Libretto und Handlung
Die Handlung entspricht der von Pietro Metastasios Libretto.

## Gestaltung

### Instrumentation
Das Orchester der Oper besteht zwei Oboen, zwei Jagdhörnern, Streichern und Basso continuo.

### Musiknummern
Die Oper enthält die folgenden Musiknummern:
Erster Akt
- Adriano: „Dal labbro, che t’accende“ (Szene 1)
- Osroa: „Sprezza il furor del vento“ (Szene 3)
- Farnaspe: „Sul mio cor so ben qual sia“ (Szene 5)
- Emirena: „Prigioniera abbandonata“ (Szene 9)
- Aquilio: „Vuoi punir l’ingrato amante?“ (Szene 10)
- Sabina: „Chi soffre, senza pianto“ (Szene 11)
- Osroa: „A un semplice istante“ (Szene 12)
- Emirena: „Sola mi lasci a pianger“ (Szene 15)
- Farnaspe: „Lieto così talvolta“ (Szene 16)

Zweiter Akt
- Sabina: „Ah, ingrato, m’inganni“ (Szene 2)
- Aquilio: „Saggio guerriero antico“ (Szene 4)
- Sabina: „Splenda per voi sereno“ (Szene 5)
- Adriano: „Tutti nemici e rei“ (Szene 8)
- Emirena: „Quell’amplesso e quel perdono“ (Szene 9)
- Osroa: „Leon piagato a morte“ (Szene 10)
- Farnaspe: „Torbido in volto e nero“ (Szene 11)

Dritter Akt
- Sabina: „Digli ch’è un infedele“ (Szene 1)
- Aquilio: „Contento forse vivere“ (Szene 2)
- Adriano: „Fra poco assiso in trono“ (Szene 5)
- Osroa: „Ti perdi e confondi“ (Szene 6)
- Farnaspe/Emirena: „L’estremo pegno almeno“ (Szene 7)
- Chor: „S’oda, augusto, infin sull’etra“ (Szene 9)

### Musik
Dem Star der Uraufführung, Caffarelli (Farnaspe), sind als „Primo uomo“ die wichtigsten und am sorgfältigsten ausgearbeiteten Arien der Oper gewidmet, darunter die Schlussarien der beiden ersten Akte. Seine insgesamt drei Arien tragen unterschiedliche Charaktere. Die Bravourarie „Sul mio cor so ben qual sia“ stellt seine Virtuosität mit Läufen und großen Intervallsprüngen in den Vordergrund. In „Lieto così talvolta“ konzertiert er mit einer Oboe – in dieser Arie beantwortet eine gefangene Nachtigall aus dem Käfig heraus das Lied ihrer freien Gefährtin. Farnaspes dritte Arie „Torbido in volto e nero“ am Ende des zweiten Akts ist eine Gleichnisarie, in der ein Schiffer seine Angst vor einem Sturm ausdrückt. Das Orchester fungiert hier als Doppelorchester, in dem die zweite Hälfte der ersten sanft („dolce“) als Echo antwortet und der Sänger erst mit den beiden Einzelgruppen und schließlich mit dem kompletten Orchester konzertiert.
Von den Stücken der anderen Sänger ist vor allem Emirenas Arie im zweiten Akt „Quell’amplesso e quel perdono“ nennenswert. Sie hat trotz Emirenas dramatischer Lage an dieser Stelle der Handlung einen liedhaften lyrischen Charakter. Emirenas Gefühle werden dabei durch die Sechzehntel-Figuren der Begleitung hörbar. Sabinas Arie „Splenda per voi sereno“ im zweiten Akt ist durch ihren großen Tonumfang, schnelle Sprünge und ausgedehnte Passagen gekennzeichnet.
Trotz der Bevorzugung Caffarellis achtete Pergolesi darauf, allen Charakteren eine gleichwertige Anzahl an Solostücken zuzuweisen. Gelegentlich wich er von den üblichen Konventionen der Zeit ab. Beispielsweise führt nicht jede Arie zum anschließenden Abtritt des Sängers von der Bühne. In einigen Arien verzichtete er auf einleitende Ritornelle. Auch die damals oft nachlässig behandelten Nebenrollen (Aquilio) und Tenorstimmen (Osroa) erhalten angemessene Musik.

## Werkgeschichte

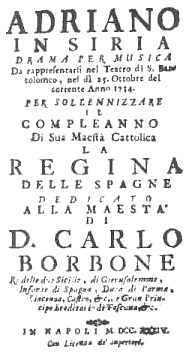
Titelblatt des Librettos, Neapel 1734

Adriano in Siria ist die dritte von Pergolesis vier Opere serie und zugleich die letzte, die er für Neapel schrieb.
Nach dem Ende der Herrschaft der spanischen und österreichischen Vizekönige in Neapel wurde 1734/35 das Königreich Neapel wieder hergestellt. Aus diesem Anlass beschloss man, die Oper des Teatro San Bartolomeo aufzuwerten, und der berühmte Kastratensänger Caffarelli wurde als „Primo uomo“ engagiert. Nachdem dort zuerst Leonardo Leos Il castello d’Atlante aufgeführt worden war, erhielt Pergolesi den Auftrag für die folgende Oper. Deren Aufführung war in die Feierlichkeiten zum 42. Geburtstag der spanischen Königin Elisabeth, der  Mutter des künftigen neapolitanischen Herrschers Karl III., eingebunden.
Als Libretto nutzte Pergolesi Pietro Metastasios Adriano in Siria, das erst zwei Jahre zuvor erstmals in einer Vertonung von Antonio Caldara in Wien aufgeführt worden war. Vermutlich aus Rücksicht auf Caffarelli nahm ein unbekannter Bearbeiter größere Eingriffe in den Text vor. Neben Kürzungen an den Rezitativen wurde die Anzahl der Arien von 27 auf 20 reduziert. Die übrig gebliebenen wurden neu verteilt und zur Hälfte durch neue Texte ersetzt. Davon betroffen waren sämtliche Arien der von Caffarelli gesungenen Rolle des Farnace. Auch der Anfangschor fiel weg. Stattdessen wurde am Ende des dritten Akts ein Duett ergänzt.
Bei der Uraufführung am 25. Oktober 1734 im Teatro San Bartolomeo in Neapel sangen Maria Marta Monticelli (Adriano), Giustina Turcotti (Emirena), Caffarelli (Farnaspe), Caterina Fumagalli (Sabina), Francesco Tolve (Osroa), Margherita Chimenti „La Droghierina“ (Aquilio). Zeitgenössischen Berichten zufolge erzielte die Oper trotz ihrer offensichtlichen Qualitäten lediglich einen durchschnittlichen Erfolg.
Zwischen den drei Akten der Oper wurden die beiden Teile von Pergolesis Intermezzo La contadina astuta (bzw. Livietta e Tracollo) erstmals aufgeführt. Die Oper und das Intermezzo haben keine inhaltlichen Bezüge zueinander und wurden auch von unterschiedlichen Interpreten gesungen.
Auch weil das Werk stark auf die Rahmenbedingungen der Uraufführung zugeschnitten war, gab es im 18. Jahrhundert keine weiteren Aufführungen. Erst 1980 wurde die Oper von Radio France in gekürzter Form wieder konzertant gespielt. 1986 erschien im Rahmen der Pergolesi-Gesamtausgabe bei Ricordi eine kritische Edition. Auf deren Basis wurde bereits 1985 beim Maggio Musicale Fiorentino eine Produktion mit erstklassiger Besetzung vorgestellt, die großen Anklang fand. Die Inszenierung stammte von Roberto De Simone, das Bühnenbild von Mauro Carosi und die Kostüme von Odette Nicoletti. Seitdem gab es mehrere weitere Aufführungen.
Teile der Sinfonia und die Musik von fünf Arien, darunter Farnaspes „Torbido in volto e nero“, verwendete Pergolesi einige Jahre später in seiner letzten Oper L’olimpiade.

## Aufführungen und Aufnahmen in neuerer Zeit
- 2. Februar 1980 (Live-Aufnahme, gekürzt, konzertant aus Paris): Vittorio Negri (Dirigent), Orchestre Lyrique de l’ORTF Paris. Peter-Christoph Runge (Adriano), Ann Murray (Emirena), Bruce Brewer (Farnaspe), Magdalena Cononovici (Sabina), Philip Langridge (Osroa), Martyn Hill (Aquilio). Voce 67 (3 LP)[8]
- 20. Dezember 1986 (Live-Aufnahme aus dem Teatro Pergolesi in Jesi): Marcello Panni (Dirigent), Orchestra dell’Opera da Camera di Roma. Susanna Anselmi (Adriano), Gloria Banditelli (Emirena), Jolanta Omilian (Farnaspe), Daniela Dessì (Sabina), Ezio di Cesare (Osroa), Lucia Mazzaria (Aquilio). Bongiovanni CD 2078/79/80.[9][8]
- 2010/2011 (Video-Aufnahme, live aus dem Teatro Pergolesi in Jesi; zusammen mit Livietta e Tracollo): Ottavio Dantone (Dirigent),     Ignacio Garcia (Szene), Accademia Bizantina. Marina Comparato (Adriano), Lucia Cirillo (Emirena), Annamaria Dell’Oste (Farnaspe), Nicole Heaston (Sabina), Stefano Ferrari (Osroa), Francesca Lombardi (Aquilio). Opus Arte OA1065D (2 DVD), Opus Arte OABD7098D (BR).[10]
- August 2015 (Studio-Aufnahme aus Krakau): Jan Tomasz Adamus (Dirigent), Capella Cracoviensis. Jurij Mynenko (Adriano), Romina Basso (Emirena), Franco Fagioli (Farnaspe), Dilyara Idrisova (Sabina), Juan Sancho (Osroa), Çiğdem Soyarslan (Aquilio). Decca B002534502.[4]
- 16. September 2015 (Aufführung der Opera Settecento in der Cadogan Hall London): Leo Duarte (Dirigent). Michael Taylor (Adriano), Maria Ostroukhova (Emirena), Erica Eloff (Farnaspe), Augusta Hebbert (Sabina), Gyula Rab (Osroa), Cenk Karaferya (Aquilio).[11]